# Mandevilla pavonii
Mandevilla pavonii är en oleanderväxtart som först beskrevs av A. Dc., och fick sitt nu gällande namn av R. E. Woodson. Mandevilla pavonii ingår i släktet Mandevilla och familjen oleanderväxter. Inga underarter finns listade i Catalogue of Life.